# José Sánchez Iraola
José Iraola (Camagüey, Cuba, 19 de septiembre de 1961) es un pintor cubano.

## Biografía
A la edad de 26 años abandonó su tierra natal y se fue a vivir a Madrid, España hasta 1989 cuando finalmente se mudó a Miami en la Florida, Estados Unidos. Su obra artística se basa sobre todo en el trabajo con la pintura y aunque comenzó a estudiar en la Escuela Nacional de Bellas Artes San Alejandro, La Habana, Cuba en 1986, no terminó sus estudios académicos en dicha institución. 

## Exposiciones personales
En enero de 1987 exhibe una exposición personal llamada Jugamos con los dioses en la galería de arte Domingo Ravenet en La Habana. Tres años después, en Madrid, España, presenta otra muestra a la que nombró Caja Postal. Desde 1993 trabajará usualmente con Luis Marín y exhibirán juntos ese año en Ecuador en la Sala de Arte Contemporáneo del Museo Municipal de Guayaquil y en el Museo Municipal de Arte Moderno de Cuenca. En 1995, los artistas proponen la obra Posibles Orígenes y Mitos en La Galería de Quito, Ecuador y en 1997 muestran Presencia Cubana en Los Angeles en la Universidad de Antioch en Los Ángeles, California, Estados Unidos.

## Exposiciones colectivas
El artista fue invitado al Salón Playa’85 que tuvo lugar en la Galería Servando Cabrera Moreno en La Habana, Cuba, en diciembre de 1985. En septiembre de 1991 presenta algunos de sus trabajos en Abstractions en la Inter American Gallery, en el Wolfson Campus del Miami Dade Community College, en Miami, Florida, Estados Unidos. En marzo de 1994 participa en el Afro Cuban Myth en la Barbara Greene Gallery de Miami, Florida, Estados Unidos y también fue miembro de los 9 Cuban American Artists expuesta en 1996 en la galería de arte de la Kingsborough Community College en Nueva York, Estados Unidos.

## Colecciones
Algunas de sus obras conforman las colecciones de la Universidad de Antioch en Los Ángeles, California, Estados Unidos; del Diners Club en Quito, Ecuador; del Housatonic Museum of Art, en Bridgeport, Connecticut, Estados Unidos y del Instituto Cultural Peruano Norteamericano, en la capital de ese país andino. El Museo de Arte Moderno de Cuenca, Ecuador también adquirió algunos de sus lienzos así como lo hizo el Museum of Art de Fort Lauderdale, Florida, en los Estados Unidos. 

## Premios
Ganó, en su novena edición, el importante premio Soho Art Competition de la galería Ariel de New York, Estados Unidos.
- Datos: Q5945713